# Betrouna
 (septembre 2022).
 (septembre 2022).
La mise en forme du texte ne suit pas les recommandations de Wikipédia : il faut le « wikifier ».
Les points d'amélioration suivants sont les cas les plus fréquents. Le détail des points à revoir est peut-être précisé sur la page de discussion.
- Les titres sont pré-formatés par le logiciel. Ils ne sont ni en capitales, ni en gras.
- Le texte ne doit pas être écrit en capitales (les noms de famille non plus), ni en gras, ni en italique, ni en « petit »…
- Le gras n'est utilisé que pour surligner le titre de l'article dans l'introduction, une seule fois.
- L'italique est rarement utilisé : mots en langue étrangère, titres d'œuvres, noms de bateaux, etc.
- Les citations ne sont pas en italique mais en corps de texte normal. Elles sont entourées par des guillemets français : « et ».
- Les listes à puces sont à éviter, des paragraphes rédigés étant largement préférés. Les tableaux sont à réserver à la présentation de données structurées (résultats, etc.).
- Les appels de note de bas de page (petits chiffres en exposant, introduits par l'outil «  Source ») sont à placer entre la fin de phrase et le point final[comme ça].
- Les liens internes (vers d'autres articles de Wikipédia) sont à choisir avec parcimonie. Créez des liens vers des articles approfondissant le sujet. Les termes génériques sans rapport avec le sujet sont à éviter, ainsi que les répétitions de liens vers un même terme.
- Les liens externes sont à placer uniquement dans une section « Liens externes », à la fin de l'article. Ces liens sont à choisir avec parcimonie suivant les règles définies. Si un lien sert de source à l'article, son insertion dans le texte est à faire par les notes de bas de page.
- La présentation des références doit suivre les conventions bibliographiques. Il est recommandé d'utiliser les modèles {{Ouvrage}}, {{Chapitre}}, {{Article}}, {{Lien web}} et/ou {{Bibliographie}}. Le mode d'édition visuel peut mettre en forme automatiquement les références.
- Insérer une infobox (cadre d'informations à droite) n'est pas obligatoire pour parachever la mise en page.

Pour une aide détaillée, merci de consulter Aide:Wikification.
Si vous pensez que ces points ont été résolus, vous pouvez retirer ce bandeau et améliorer la mise en forme d'un autre article.
Betrouna (en kabyle en caractères latins : ivetṛunen/At Vetṛun ; en caractères tifinagh : ⵉⴱⴻⵜⵔⵓⵏⴻⵏ ; en arabe : بترونة) est le nom donné à un ensemble de villages situés dans la commune algérienne de Tizi Ouzou (wilaya de Tizi Ouzou), dans la région de Grande Kabylie. Le nom ibetṛunen progiejt des premiers habitants de la région issus de la confédération des Ait Betroun.

## Localisation

### Situation géographique

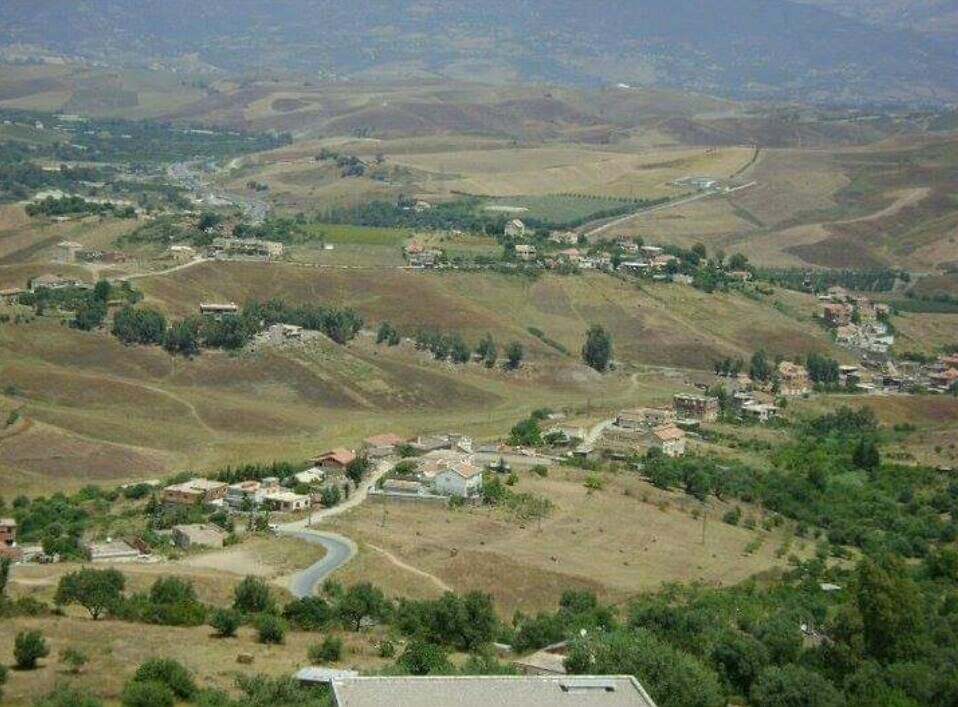
vue générale vers les villages d'en bas de Betrouna depuis les hauteurs de la région

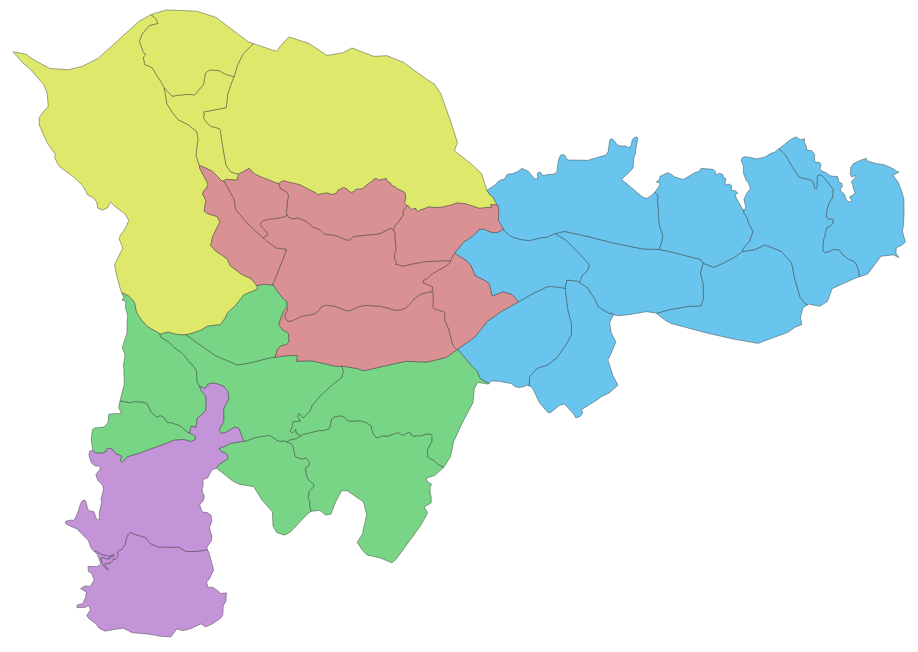
découpage de la commune de Tizi Ouzou (la couleur violette représente Betrouna

L'âarch de Ibetṛunen est traversé par la route nationale CW 147 sur une distance de 15 km depuis Tassadort, le village le plus bas et le plus proche de la ville de Tizi-ouzou, jusqu'au village d'Imezdaten, à la limite avec la commune de Maâtkas.
La route CW 147 passe par environ 15 villages depuis une altitude de 94 m (Tassadort), en montant jusqu'à 726 m à (Imezdaten), Le village le plus haut de Betrouna et la dernière localité avant de passer les limites de la commune de Maâtkas.

### Limitrophes
La région de Betrouna se situe à l'ouest de la Wilaya de Tizi Ouzou.
Il est entouré au nord par la commune de Tizi Ouzou, à l'est par les communes de Bouhinoune et Beni zmenzer, à l'ouest par la commune de Tirmitine et au sud par la commune de Maâtkas.
| Tirmitine (Azemmour Oumariem) | Tizi-ouzou (Oued-Fali)      | Tizi-ouzou               |
| Tirmitine (Arrour)            | Betrouna                    | Iḥesnawen                |
| Tirmitine (Village Tirmitine) | Maâtkas (Anegah - Igariden) | Beni zmenzer (Aït Annan) |

## Histoire
Selon les vieux sages de l'âarch, Ibetṛunen doit son nom à un vieux sage du nom de Cheikh Abetroun, issu de la confédération des Aït Betroun, et plus précisément de la commune des Ait Ouacif, dont il serait originaire, et qu'il aurait quittée pour s'installer avec quelques compagnons dans cette région. Cette thèse est confortée non seulement par le mausolée érigé en son honneur depuis longtemps à Ighil Ouberouak, mais aussi par l'histoire racontée sur Jeddi Ameur Amenguellat, l'un des fils de Jeddi Menguellat de l'âarch des At Menguellat. En effet, il existe également un mausolée érigé en son honneur non loin de celui de Cheikh Abetroun, car comme ce dernier, Jeddi Ameur Amenguellat a également choisi de quitter sa tribu d'origine au XVIe siècle, à savoir la confédération des At Menguellat, alors voisine des Aït Betroun, et formant avec elle les fameux Zouaoua, ou Igawawen. C'est pourquoi d'ailleurs on trouve dans la région les patronymes Betrouni et Menguelti, directement issus de ces ancêtres et tribus, mais avec les déclinaisons dont ils ont été pourvus lors de la mise en place de l'État civil indigène d'Algérie en 1882 par l'administration coloniale française.     
De par sa géographie, Ibetṛunen suit la "confédération de Maatkas" qui se compose de trois tribus, dont la tribu d'Ath khelifa, Maatka et Ibetrunen. L'âarch d'Ibetṛunen adopte a son tour sept villages principaux qui forment cette tribu; villages Imezdaten, Taddart oufella, Ighil Ouberouak, Iqemuden, Thighilt n hemza et Herouka.[Quoi ?]
Comme pour tout âarch en Kabylie, celui de Betrouna était administré par une djemaa, la structure administrative coutumière en Kabylie. De même il a eu des caïd pendant la colonisation française, par exemple le caïd Garti Ben Arab Kaci en 1914. 

## Savoir-faire et Traditions
L'âarch d'Ibetṛunen est surtout connu pour son savoir-faire dans l'art de la vannerie (tinḍi n Telzazt), notamment dans les villages des Ath Meziab, de Tassadort, Tiγilt n Ḥemza, et dans presque tous les villages de la région. Un documentaire instructif a été diffusé sur la TV Tamazight (TV4)  sur cette pratique dans le village d'Ath Meziab.

## Villages de Betrouna
Betrouna se compose d'environ 22 villages sont :
- Imezdaten (Mezdatta)
- Taarkoubt
- Taddart Oufella
- Ighil Ouberouak
- Iqemuden (kemmouda)[note 1]
- Zerkoun
- Tudeft (Tawlaft)
- Ait Meziane
- Tighilt Ouhemza
- Iaâchiwen
- Boudaher
- Ighil ikharben
- Tagrarajt
- Biamrane
- Tiselnine
- Aqwir
- Burns (Bouarous)
- Agergur
- Ticilia
- Lemchâa
- Ain meziab
- Asif
- Tassadort

## Nature

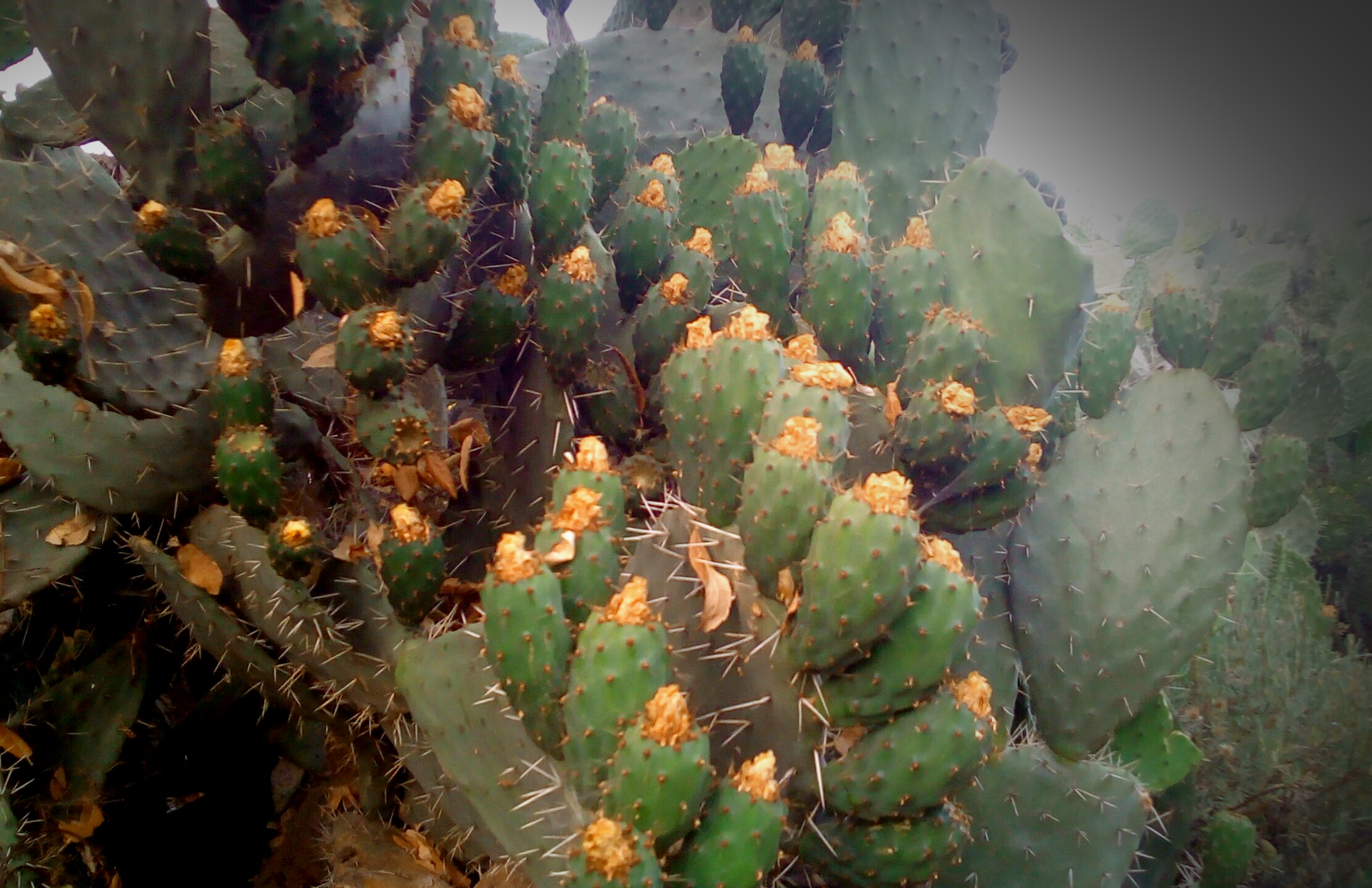
Les Figuier de Barbarie au Village d'imezdaten.

L'arsh de Betrouna contient plusieurs différents plantes comme les Oliviers, le Figuier, le Figuier de barbarie, les grenades...
À la Forêt d'Amejoud (qui occupe une grande superficie de Betrouna) en trouve aussi beaucoup de plantes dont les arbres fruitiers comme "l'Arbousier" et "chêne de Liège" et d'autres espèces comme "l'Ail à trois angles" et "Coings"... Qui se trouve en grande quantité dans les villages d'Imezdaten et les villages entouré de cette Forêt.

## Géologie
La montagne de Betrouna présente une intéressante constitution géologique.
Au-dessous de Betrouna, le granit éruptif forme des pitons.
Au-dessus des poudingues, on retrouve les schistes cristallins qui forment la montagne de Betrouna.

## Personnalités liées à la commune
- Lilia Hassaine, journaliste française, romancière et chroniqueuse dans l'émission de télévision Quotidien, née au sein d'une famille originaire de Imezdaten.
- Mohamed Zmirli, un des fondateurs de la peinture algérienne, né à Tizi Ouzou au sein d'une famille originaire de Betrouna.
- Ali Amran, chanteur, auteur, compositeur de musique moderne kabyle, né à Iguariden, village séparant Betrouna de Mâatkas.
- - Rabah Menguelti, footballeur international ayant évolué à la JS Kabylie, originaire du village Tassadort, mémorable pour sa belle carrière en club mais surtout pour avoir inscrit le but victorieux contre la France (3-2) en finale des Jeux méditerranéens de 1975, dans un match aux forts accents patriotiques.
- - Omar Betrouni, footballeur international né à Alger au sein d'une famille kabyle originaire d'ibetṛunen.
- Mohamed Reda Betrouni, footballeur professionnel.

## Djemaa du 14 juin 1925
|     | Nom        | Prénom           | Fonction     |
| 1er | Kadri      | Hocine           | Propriétaire |
| 2e  | Belkacem   | Amar             | Propriétaire |
| 3e  | Oussaïdène | Ali              | Propriétaire |
| 4e  | Haddourebi | Mohamed          | Propriétaire |
| 5e  | Belaïdi    | Saïd ben Mohamed | Propriétaire |
| 6e  | Iassamen   | Mohamed          | Propriétaire |
| 7e  | Amziane    | Saïd             | Propriétaire |
| 8e  | Smahi      | Mohamed          | Propriétaire |
| 9e  | Nouacer    | Si Amar          | Propriétaire |
| 10e | Oudahmane  | Mohamed Babas    | Propriétaire |